# الاتحاد القطري للبولينج
الاتحاد القطري للبولينج هو الجهة الراعية لرياضة البولينج في دولة قطر والمسؤول المباشر عن منتخبات قطر الوطنية لرياضة البولينج. ومهمته تطوير لعبة رياضة البولينج باستمرار وتشجيع وتنظيم وضبط اللعبة في كل أرجاء دولة قطر بكل الطرق التي يراها الاتحاد مناسبة كما يقوم بتنظيم المنافسات في رياضة البولينج بمختلف أشكالها على المستوى القومي ووضع اللوائح والأحكام وضمان تنفيذها وحماية مصالح أعضائه وتطوير العلاقات الودية بين أعضائه والمسئولين واللاعبين ومبادئ اللعب النظيف إلى جانب مبادئ الولاء والنزاهة والروح الرياضية والتعاون مع أو مساعدة أي هيئة بشتى الطرق التي يراها الاتحاد مناسبة خاصة من خلال تقديم النصح والمشورة.
يقوم الاتحاد بتوفير الوسائل المؤسسية اللازمة لحل أي نزاع داخلي قد تنشأ بين أعضائه والمسئولين واللاعبين التابعين للاتحاد وارساخ روح الاحترام ومراعاة وضمان تطبيق النظام الأساسي واللوائح والتوجيهات والقرارات والمبادئ الأخلاقية الموضوعة من قبل الاتحاد الدولي للعبة والاتحاد الآسيوي لرياضة البولينج ووزارة الشباب والرياضة.
ومن واجبات الاتحاد هو منع أي تجاوز أو إخلال بالنظام الأساسي واللوائح والتوجيهات والقرارات الصادرة عن الاتحاد الدولي والاتحاد الآسيوي لرياضة البولينج إلى جانب قوانين ووزارة الشباب والرياضة وضمان أنها تحظى باحترام أعضائه، واحترام المسئولين واللاعبين. ومنع كل الطرق أو الممارسات التي قد تخل بنزاهة المباريات أو المنافسات أو التي قد تؤدي إلى الإساءة لرياضة لعبة البولينج. والإعداد والإشراف على اختيار الفرق الوطنية التي تمثل دولة قطر في الألعاب الاسيوية والدورات، والبطولات العالمية، والقارية، والإقليمية. والضبط والإشراف على كافة المباريات بكل أشكالها والتي تقام في مختلف أرجاء دولة قطر.

## التأسيس
تأسس الاتحاد القطري للبولينج في عام 1980 في الدوحة عاصمة قطر.